# Histoire de l'Égypte

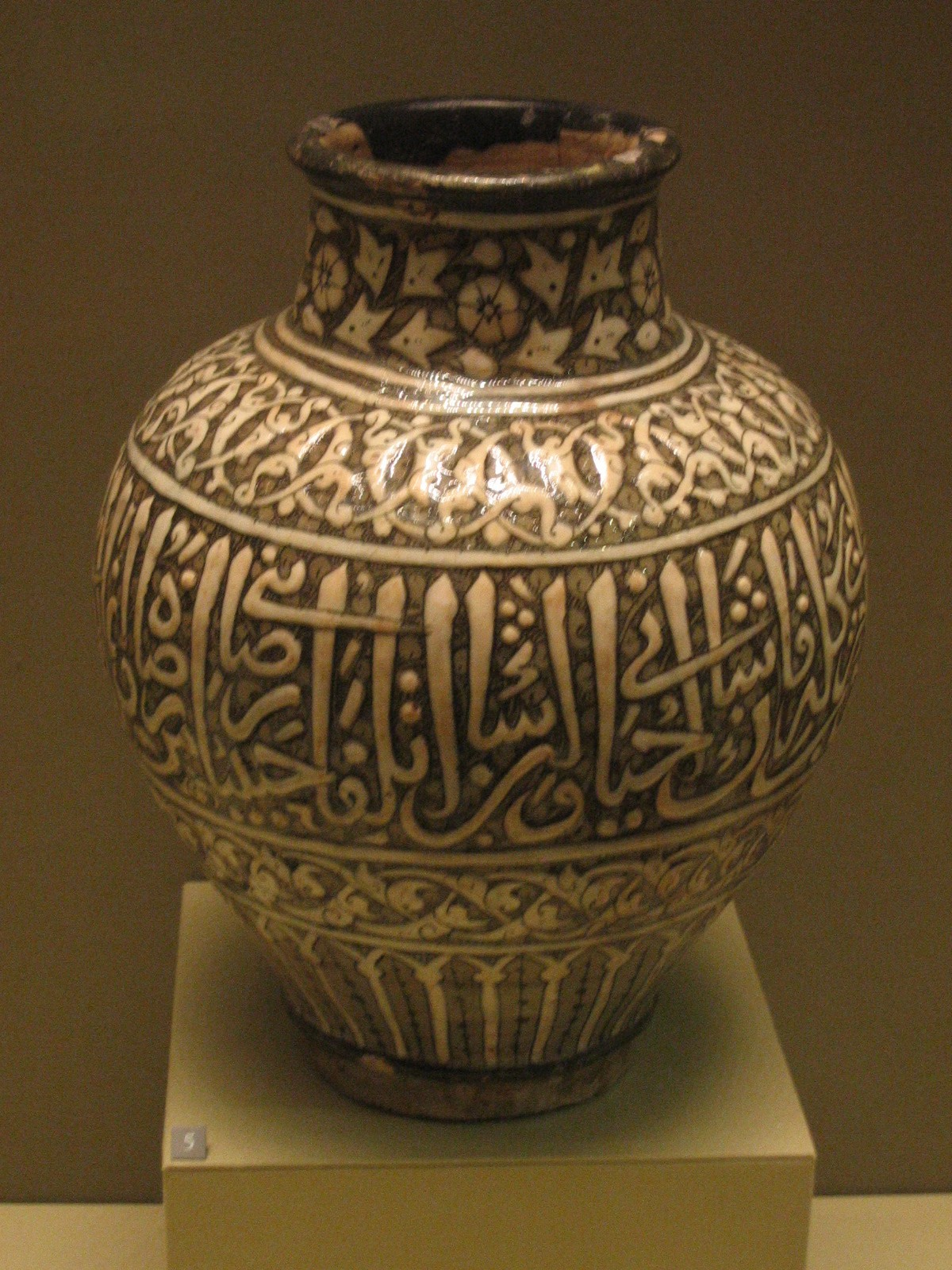
Vase d'apothicaire, Égypte, XIVe siècle

L’histoire de l'Égypte est d'abord marquée par les témoignages inestimables légués par l'Égypte antique, qui ont fasciné dès l'Antiquité. Elle est aussi particulièrement marquante en dehors de l'Égypte, chez les Juifs, en Afrique noire, dans le monde hellénistique, chez les Arabes et dans l'islam, et en Europe. Après la période ptolémaïque, l'Égypte n'est plus, durant plusieurs siècles, qu'une province des empires plus vastes que sont l'Empire romain, l'Empire byzantin, l'Empire sassanide, l'Empire arabe puis l'Empire ottoman. Elle ne retrouve une certaine autonomie qu'au XIXe siècle et son indépendance en 1922. Après des régimes autoritaires, elle connaît une démocratisation difficile avec la révolution de 2011. Écrire l'histoire ancienne est encore relativement difficile tant la documentation est fragmentaire et lacunaire. En particulier, les dates de changement d'ère données ci-dessous ne peuvent être qu'approximatives, car les avis divergent sur ce sujet.

## Égypte préhistorique
La préhistoire de l'Égypte est celle des civilisations nigéro-nilo-sahariennes dont témoigne l'art rupestre du Sahara. La période de 9000 à 6000 av. J.-C. a laissé très peu de preuves archéologiques.
Les premières structures de type néolithique, datées du VIe millénaire avant notre ère, apparaissent dans le Fayoum. Au début du Ve millénaire, des habitats structurés naissent près du delta du Nil, comme le site de Mérimdé Beni Salamé, avec des cultures, notamment de blé et d'orge et de l'élevage de bovins, d'ovins et de porcs. Des études basées sur des données morphologiques, génétiques et archéologiques ont attribué ces colonies à des migrants du Croissant fertile au Proche-Orient apportant l'agriculture dans la région.
Lorsqu'il y a 5000 ans, le climat saharien a commencé à transformer en désert ce qui avait été une fertile savane parsemée de lacs, de fleuves et de forêts d'acacia ; des éleveurs de bétail et cultivateurs de mil y vivaient. Ils connaissaient déjà le cheval et le char de combat et se sont concentrés dans la vallée du Nil restée fertile, où l'augmentation de la densité des populations et des échanges a favorisé l'émergence d'une civilisation complexe et hiérarchisée.
Le sud de la vallée du Nil reste marqué plus longtemps par le nomadisme, sans exclure des formes d'élevage. La sédentarisation intervient vers 4400 avant notre ère, avec la culture dite de Badari caractérisé par un artisanat riche et varié, la pratique de l'agriculture et des séries de nécropoles élaborées. Ces groupes devaient être en relation avec le Sinaï et le Soudan. Cette période appelée « prédynastique » s'étend environ de 5000 à 3000 avant notre ère.

## Égypte antique (3800-30 AEC)

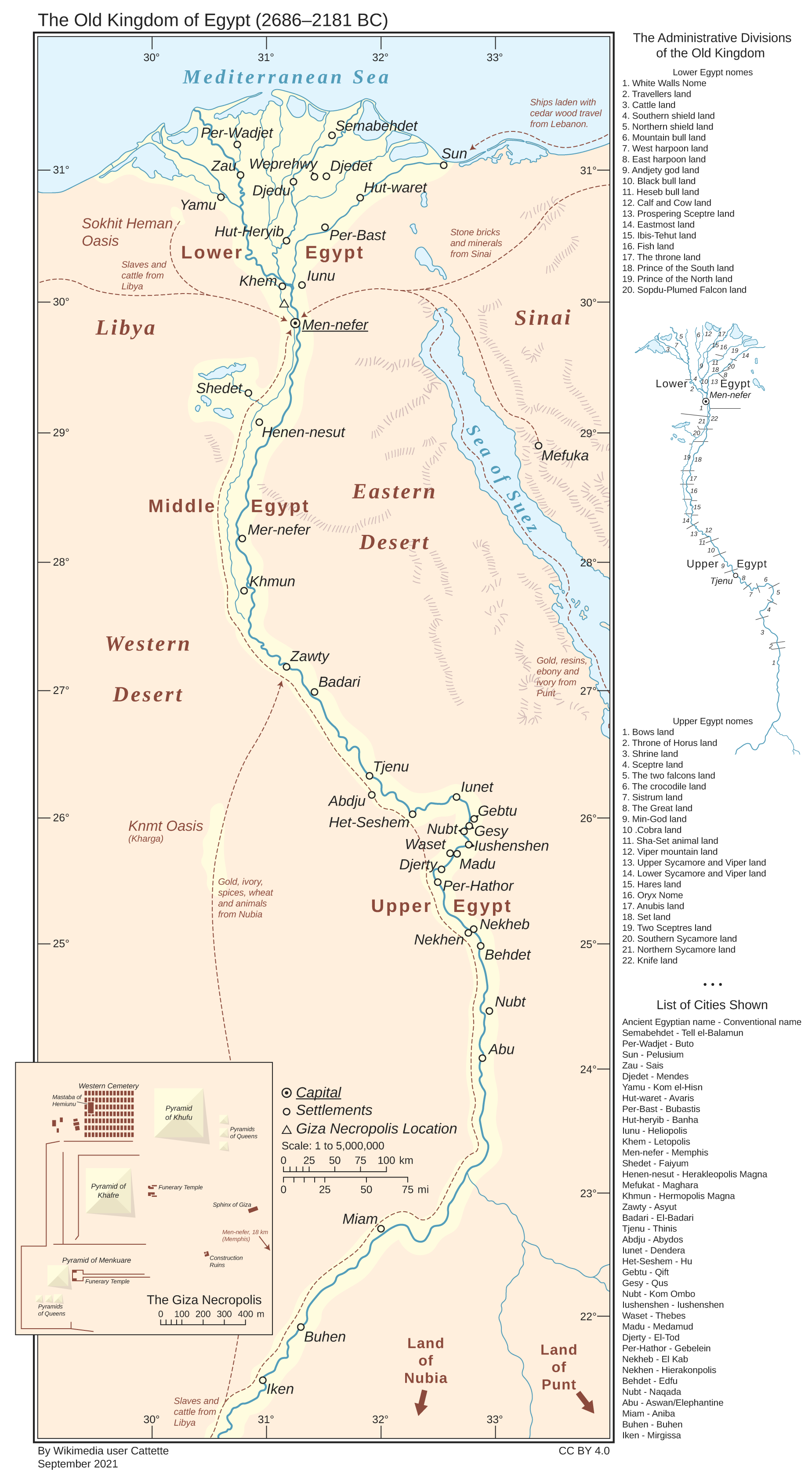
Égypte, 4e dynastie.

Le découpage traditionnel de l’histoire égyptienne antique (Égypte dynastique) comprend plusieurs périodes de prospérité (Ancien Empire, Moyen Empire, Nouvel Empire) séparées de périodes de crises, de changements dynastiques et d'invasions, appelées « Périodes intermédiaires ». Les apports scientifiques et notamment archéologiques récents tendent à atténuer ce découpage qui conserve néanmoins une certaine pertinence. Mais outre ces périodes proprement égyptiennes, l'antiquité de l'Égypte comprend également la période perse (525 à 332 avant notre ère), la période hellénistique (332 à 31 avant notre ère) dite aussi lagide ou ptolémaïque (305 à 31 avant notre ère) et la période romaine (qui débute en 31 avant notre ère et se poursuit par la période byzantine et chrétienne jusqu'en 620 de notre ère).

### Prédynastique récent (vers 3800 à 3300 AEC), Ancien Empire (vers 3300 à 2152 AEC) et Première Période intermédiaire (2152 à 2065 AEC)
Vers 3800 avant notre ère se développent deux cultures égyptiennes : l'une au nord, plus marquée par l'agriculture, représentée notamment par Maadi, l'autre au sud, dite de Nagada, avec un artisanat plus développé mais aussi une place plus grande de la chasse. À la fin du IVe millénaire, vers 3300 avant notre ère, les deux cultures se rapprochent : la fusion de la Haute et de la Basse-Égypte intervient au début de cette période dite thinite (2950 à 2650 avant notre ère), du nom du site de Thinis.
Les hiéroglyphes égyptiens sont inventés vers 3150 avant notre ère et constituent, avec la découverte du papyrus, les éléments de diffusion de la culture égyptienne. L'Égypte est unifiée sous la direction d'un monarque appelé plus tard pharaon, considéré comme d'essence divine au sein d'une mythologie qui naît à la même époque. Ce royaume de Haute et Basse-Égypte de l'Ancien Empire (2650 à 2152 avant notre ère) est administré en différentes provinces appelées nomes. Le pouvoir royal contrôle de près l'économie, notamment la terre et le commerce, et constitue autour de lui une aristocratie. L'époque est marquée par le développement de l'art égyptien, et notamment d'un art funéraire monumental représenté par les mastabas et les premières pyramides.
Cette période brillante est suivie de la Première Période intermédiaire (2152 à 2065 avant notre ère) qui voit l'unité de l'Égypte mise à mal par des crises dynastiques et le pouvoir des nomarques.

### Moyen-Empire (vers 2065 à 1785 AEC) et Deuxième Période intermédiaire (1785 à 1580 AEC)

Égypte vers 2200-2000.

Le Moyen Empire, qui dure près de trois siècles (2065 à 1785 avant notre ère), voit une réaffirmation du pouvoir du roi, qui peut s'appuyer sur une « classe moyenne » instruite et assez prospère ainsi que sur une forme d'armée permanente formée notamment de Nubiens soumis.
La littérature apparue dès l'Ancien Empire se compose notamment de récits cosmogoniques et de textes de sagesse ; à partir de la Première Période intermédiaire apparaissent aussi des textes plus pessimistes mais aussi des textes de propagande pharaonique.
La Deuxième Période intermédiaire (1785 à 1580 avant notre ère) commence avec la confrontation avec les Hyksôs, peuple mal identifié et à l'origine discutée, qui prend le pouvoir en Basse-Égypte sans jamais s'imposer sur la Haute-Égypte avec laquelle il garde des relations commerciales.

### Nouvel Empire (vers 1580 à 1085 AEC) et Troisième Période intermédiaire (1085 à 663 AEC)

Égypte, vers 1450 AEC.

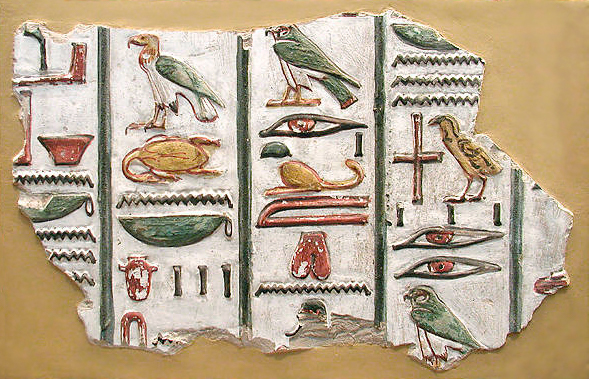
Inscription en hiéroglyphes de la tombe de Séthi Ier à Karnak.

Les dynasties thébaines mènent alors la reconquête du royaume de Koush puis de la Basse-Égypte et du delta du Nil, donnant naissance au Nouvel Empire (1580 à 1085 avant notre ère).
Une nouvelle administration plus élaborée se met en place ainsi qu'une armée puissante. Ces deux forces permettent à l'Égypte de jouer un rôle de puissance régionale, notamment sur la Nubie et la Palestine qui passent sous sa protection.
Le fonctionnement de l'économie évolue, avec notamment une forme de privatisation du contrôle de la terre, l'importance sociale accrue de groupes de population comme les militaires et le clergé, mais aussi des revendications sociales.
C'est par ailleurs du Nouvel Empire que datent les réalisations les plus remarquables de l'art égyptien comme l'enceinte d'Amon-Rê à Karnak ou les temples d'Abou Simbel.
La Troisième Période intermédiaire (1085 à 663 AEC) voit la prise du pouvoir par les prêtres d'Amon en Haute-Égypte. Le pouvoir passe à des dynasties d'origine libyenne puis originaire du sud (dynastie koushite ou éthiopienne).

### Basse Époque (663-332 AEC)
Commence alors la Basse Époque (663 à 332 avant notre ère) qui voit alterner des périodes de gouvernement traditionnel et d'autres où l'Égypte est sous la coupe de ses puissants voisins, notamment les Perses.

### Période hellénistique (332-30 AEC)

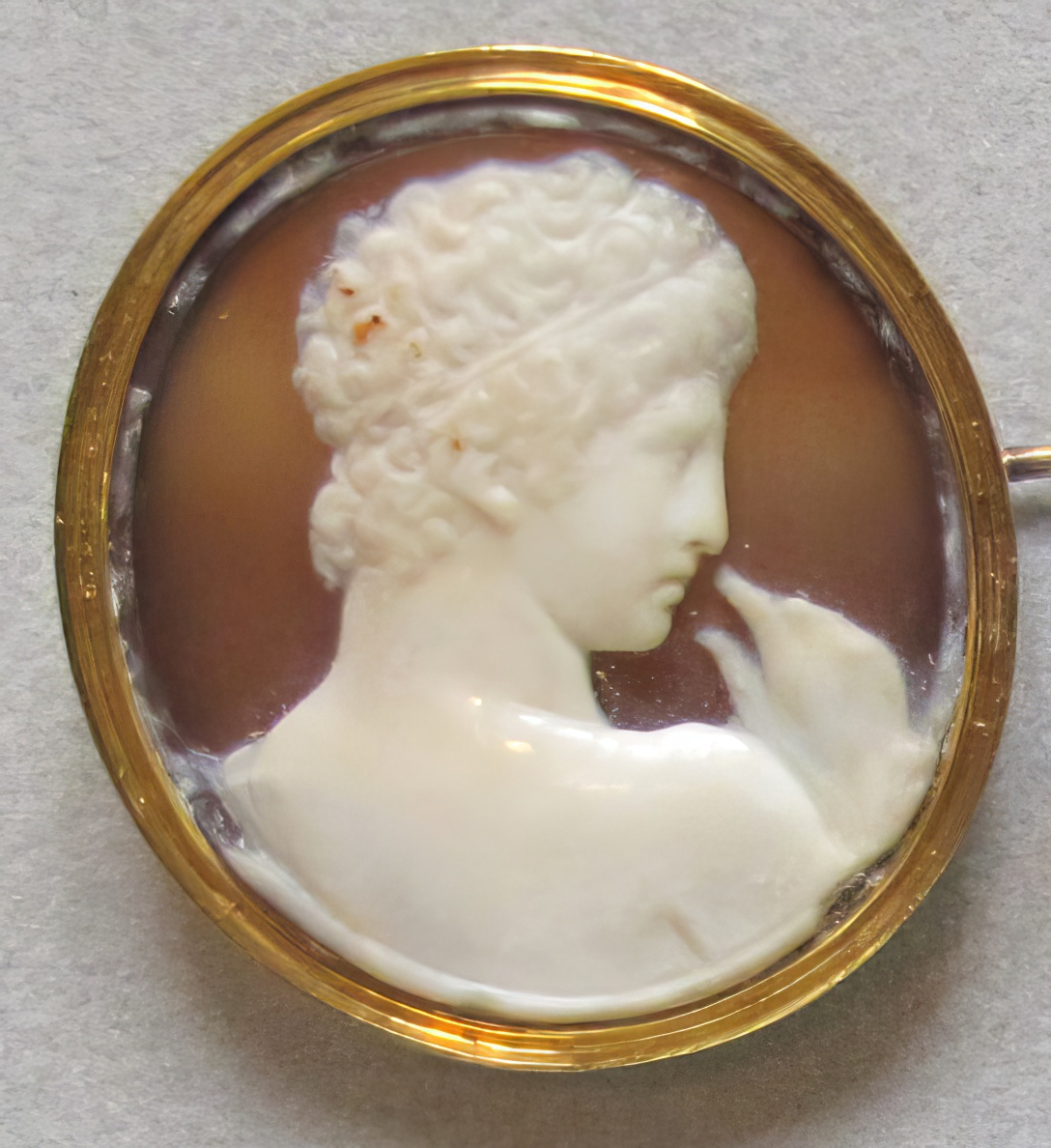
Médaillon originaire d'Alexandrie datant de l'époque ptolémaïque

Alexandre le Grand, après avoir vaincu les Perses, s'empare de l'Égypte en 332 avant notre ère, fonde la ville d'Alexandrie et inaugure la courte période macédonienne qui se termine dès 305 avant notre ère. À partir de cette date, l'Égypte est gouvernée par la dynastie des Ptolémées dite aussi lagide. L'Égypte connaît alors l'influence de la civilisation grecque antique, bien que la religion traditionnelle subsiste jusqu'à la christianisation.

## Égypte romaine et byzantine (30 AEC-639)

Égypte romaine
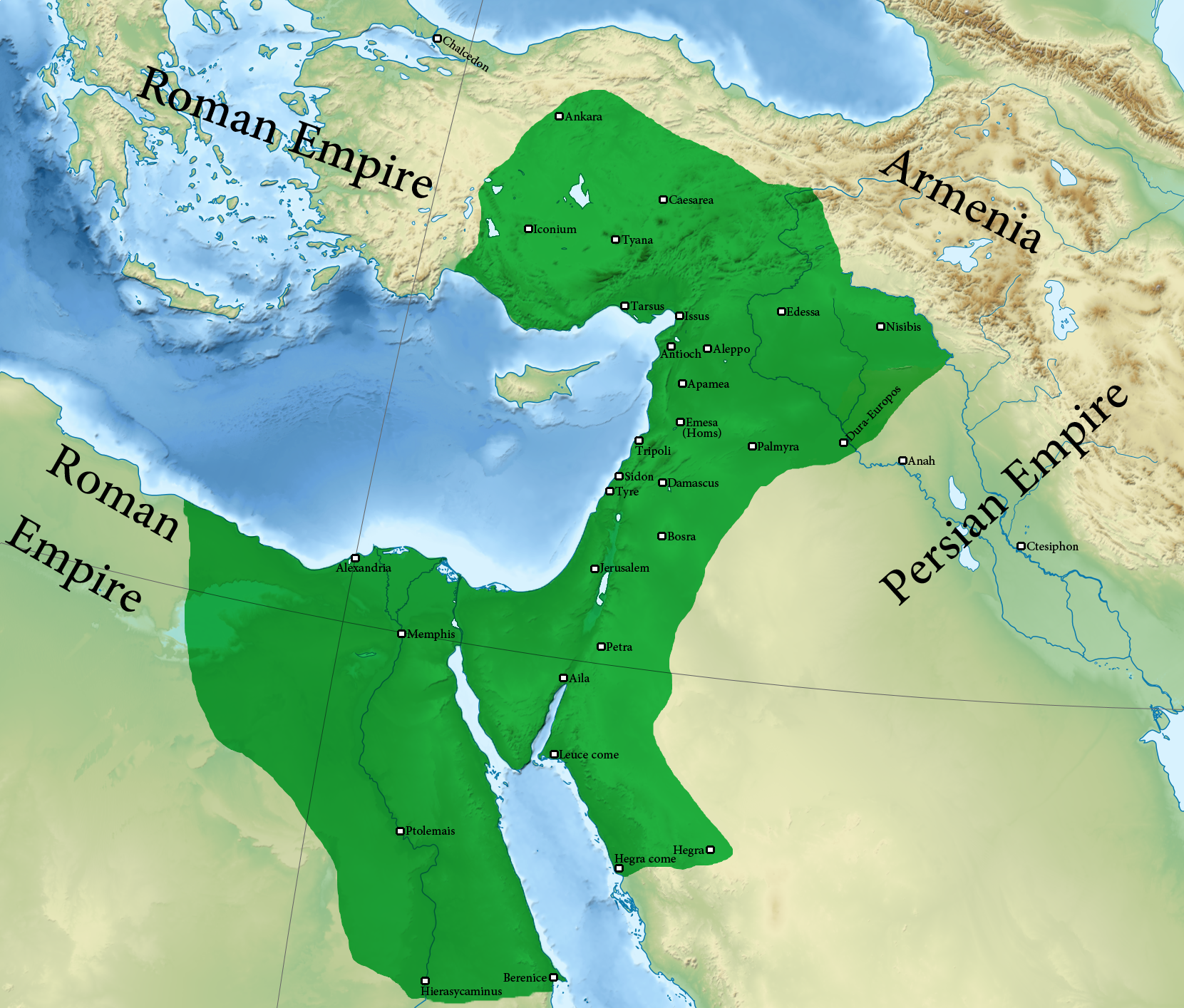
Empire de Palmyre, vers 271
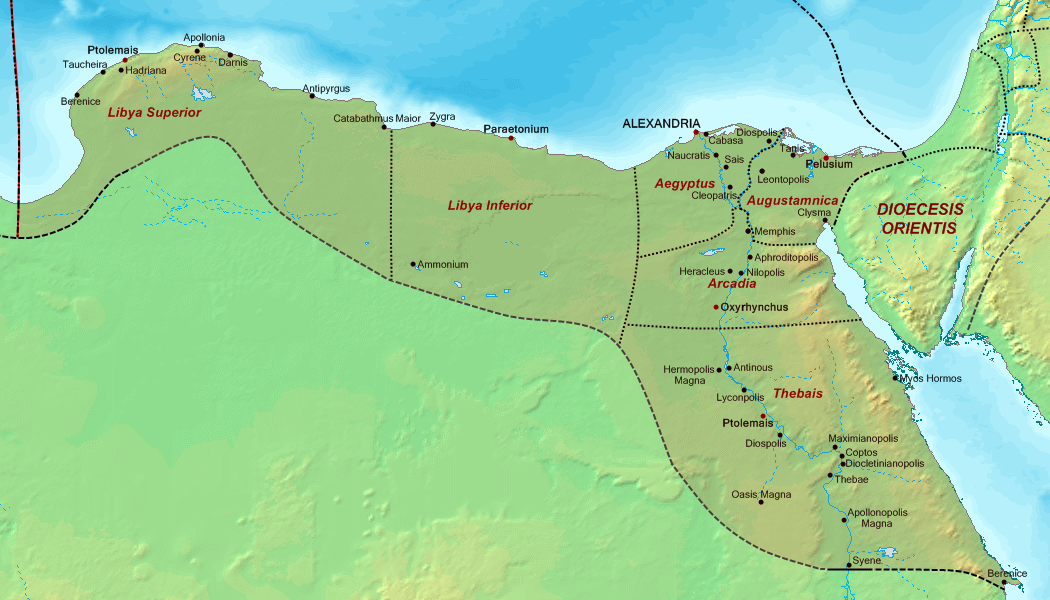
Diocèse d'Égypte, vers 400
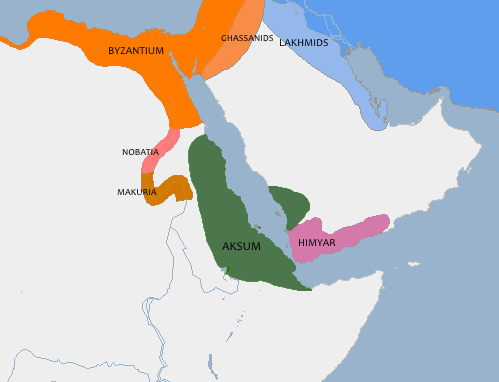
Époque byzantine

L'Égypte passe sous domination romaine en 30 avant notre ère. Elle conserve un statut particulier durant tout l'Empire romain. Le pays reste un des principaux greniers à blé pour Rome, ainsi que la source de plusieurs matériaux utilisés à Rome, tels que le granite et le porphyre. Alexandrie, sa capitale, possède le plus grand port et est la deuxième plus grande ville de l'Empire romain.
Le pays bénéficie de la Pax Romana jusqu'au IIIe siècle.
L'Égypte byzantine connaît une longue période de paix, du Ve au début du VIIe siècle, qui lui permet de connaître une grande opulence. Véritable mégalopole, Alexandrie réunit philosophes et mathématiciens autour du Mouseîon et est aussi le siège d'une Église disposant d'une intense vie spirituelle.

## Période islamique de l'Égypte (639-1517)

Expansion du Califat.

Mahomet puis son successeur Abou Bakr As-Siddiq, unifient l'Arabie musulmane. Le deuxième calife, Omar ibn al-Khattâb, se lance dans la conquête des territoires à l'extérieur de l'Arabie, notamment vers l'Ouest. Bénéficiant des divisions entre les Égyptiens monophysites et orthodoxes, le général Amr ibn al-As pénètre en Égypte en 639 s'empare de Péluse puis de Memphis et obtient la reddition d'Alexandrie en 641. Même si les troupes byzantines parviennent à reprendre Alexandrie, celle-ci est réoccupée en 645.
Dans le Sud, les Arabes attaquent, en 641 puis en 652, les royaumes chrétiens de Nobatie et de Makurie, mais échouent à prendre la ville de Dongola. Ils concluent alors le baqt, un traité qui prévoit une non agression réciproque, une liberté de circulation entre les territoires chrétiens et musulmans, une liberté respective de culte et des dispositions commerciales. La Makurie se renforce en absorbant la Nobatie sous Mercure de Dongola (règne de 697 à 710) qui rattache son Église au patriarcat d'Alexandrie et fonde la cathédrale de Faras à la frontière avec le Soudan.
En 661, à la suite de dissensions parmi les chefs musulmans, le pouvoir est pris par la dynastie omeyyade qui installe la capitale à Damas. Sous les Omeyyades, l'expansion territoriale est limitée, mais les califes contribuent à améliorer leur administration, à répandre l'usage de l'arabe et à mettre en place une économie plus prospère en améliorant la sécurité des échanges au sein de l'empire.
En 750, après leur défaite à la bataille du Grand Zab, les Omeyyades sont remplacés par les Abbassides dans une grande partie orientale de l'empire, dont l'Égypte. Le transfert de la capitale de Damas à Bagdad en 762 éloigne l'Égypte du pouvoir central, ce qui contribue à l'affaiblissement de l'autorité des califes sur ce territoire.
La conversion à l'islam de la population reste limitée dans les premiers siècles de l'occupation arabe, mais se développe fortement vers le Xe siècle. La cause de cette conversion est mal connue, mais la formalisation du statut, inférieur, de dhimmi pour les Juifs et les chrétiens pourrait en être une raison principale.
En 831, une révolte copte éclate en Haute-Égypte. Le roi de Makurie, Zacharie III Israël en profite pour cesser de payer tribut, mais il doit reprendre les versements à la suite d'une intervention armée du pouvoir de Bagdad. De même, en 854, des affrontements ont lieu entre l'Égypte et les nomades Bedjas.
À partir de 832, l'Égypte est souvent administrée par des gouverneurs d'origine turque. Ahmad Ibn Touloun, installé en 868, s'affranchit du contrôle de Bagdad et fonde la dynastie toulounide. Après la défaite des troupes de Bagdad, il prend la Syrie, la Cyrénaïque et Chypre. Après l'assassinat de Touloun en 896 à Damas, la dynastie peine à résister aux Abbassides qui la reprennent en 905.
À la fin du IXe siècle, les Fatimides chiites s'imposent au Maghreb en ralliant les Berbères. Pour résister à leur menées conquérantes qui tendent à renverser les Abbassides, le pouvoir de Bagdad désigne Muhammad ben Tughj comme gouverneur en 935. Comme un siècle plus tôt, ce gouverneur finit par exercer le pouvoir en son nom et par conquérir la Syrie et à fonder la dynastie des Ikhchidides qui règne en Égypte jusqu'en 969. Le 7 juillet 969, Jawhar al-Siqilli s'empare de Fostat pour le compte des Fatimides. En 973, le calife Al-Muʿizz li-Dīn Allāh fonde, à proximité de Fostat, la ville du Caire qui absorbera ultérieurement Fostat et dont il fait la capitale de l'empire.
L'Égypte se retrouve alors non plus en marge, mais au cœur du pouvoir de la principale dynastie musulmane, ce dont elle bénéficie directement sur le plan économique : le port d'Alexandrie supplante en activité les places de Bagdad et de Bassorah. Les Fatimides bénéficient de la prospérité des terres fertiles du Delta ainsi que du commerce de la mer Méditerranée et de la mer Rouge, richesses qui leur permettent d'entretenir une armée composée de Berbères, de Turcs et de Soudanais. Le pouvoir du calife est affirmé notamment par un cérémonial très précis.
La période fatimide est interrompue par le chef kurde sunnite Saladin qui prend le pouvoir en Égypte en 1169 avec l'accord du calife de Bagdad. Repoussant les croisés, il gagne la Syrie et une partie de la Mésopotamie,. Il fonde en Égypte la dynastie ayyoubide qui tient le pouvoir jusqu'en 1250.
Cette année-là, les mamelouks, une milice d'origine servile, prend le pouvoir en Égypte. Le général Baybars remporte le 3 septembre 1260 la bataille d'Aïn Djalout et contient l'invasion mongole. Il attaque aussi les États latins, puis en 1271-1272 David Ier de Dongola qui tentait de faire diversion. En 1315, An-Nâsir Muhammad ben Qalâ'ûn dépose le dernier roi chrétien de Makurie et installe un souverain musulman, prélude à l'islamisation du Soudan.

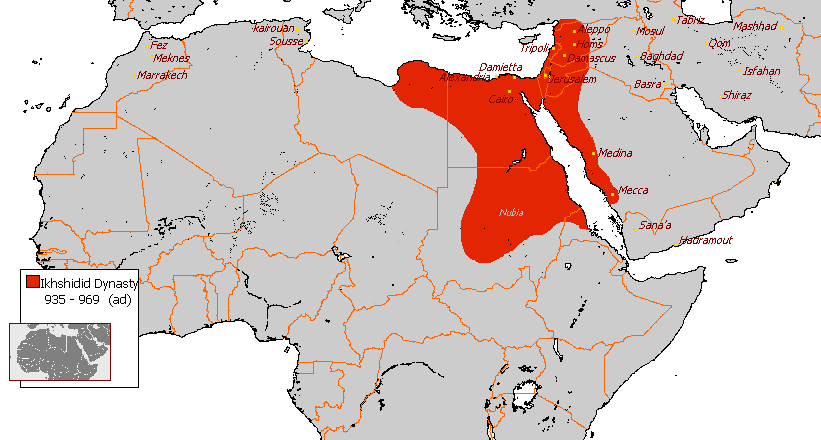
Expansion ikhchidite.

- Période des quatre califes biens guidés (Rachidoune) (641-661)
- Période omeyyade (661-750)
- Période abbaside (750-868)
- Période toulounide (868-935)
- Période ikhchidite (935-969)
- Période fatimide (969 à 1171)
- Période ayyoubide (1171 à 1250)
- Période mamelouke (1250 à 1517)

## Égypte ottomane (1517-1882)
- Période ottomane (1517 à 1798)

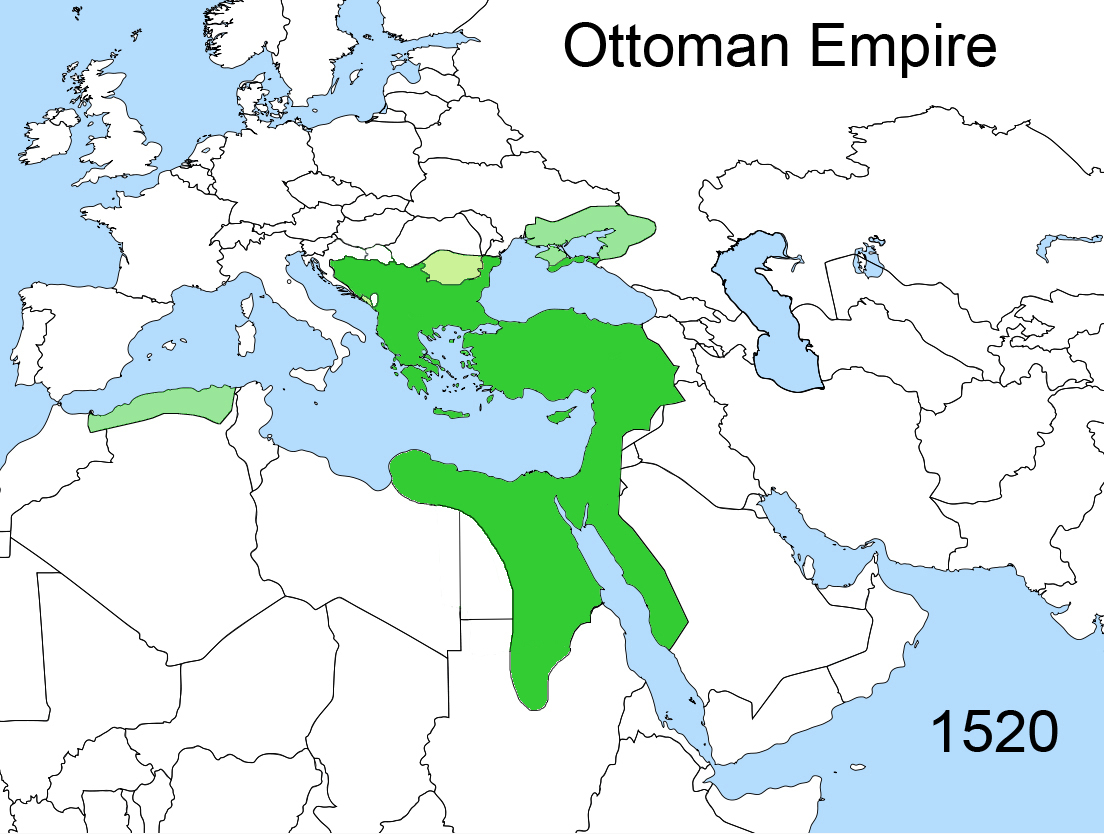
Empire ottoman vers 1520.

À la bataille de Ridaniya, le 22 janvier 1517, les troupes de l'empereur ottoman Sélim Ier l'emportent sur les Mamelouks et mettent fin à leur domination. L'Égypte devient pour plusieurs siècles une province ottomane. Jusqu'en 1798, elle est gouvernée par des pachas désignés par le gouvernement de Constantinople, mais l'armée et l'administration sont dominés par les élites locales constituées des mamelouks et des janissaires qui se disputent le pouvoir et influent tour à tour sur les nominations de pachas.
En 1769, Ali Bey al-Kabir s'impose comme maître de l'Égypte, cesse de payer le tribut dû au sultan et soumet les janissaires.
- Égypte sous domination française et britannique

Afin de couper à la Grande-Bretagne la route des Indes, la France engage en 1798 la campagne d'Égypte sous la direction de Bonaparte. Après la prise d'Alexandrie, les troupes françaises remportent la bataille des Pyramides le 21 juillet 1798, mais la flotte britannique remporte le 1er août 1798 la bataille navale d'Aboukir, ce qui empêche les Français d'exploiter pleinement leur victoire. L'Égypte n'en devient pas moins française jusqu'en 1801 sous le contrôle de Bonaparte puis du général Kléber suivi du général Jacques-François Menou,. Devant les attaques ottomanes de Méhémet Ali et celles de l'armée britannique, la France doit renoncer à sa conquête en 1801 et l'Égypte est brièvement occupée par la Grande-Bretagne jusqu'en 1805, date à laquelle Méhémet Ali installe son pouvoir.
- Dynastie de Méhémet Ali (1805 à 1953)

Expansion à l'époque de Méhémet Ali,

et ses successeurs.

Méhémet Ali, qui règne jusqu'en 1848 apparaît comme un grand réformateur du pays dont il modernise les structures et notamment l'armée, sur un modèle européen de conscription. Il utilise l’État pour mettre en œuvre une révolution industrielle. Il constitue des monopoles d’État, achète des machines textiles modernes en Europe, fait construire des hauts fourneaux et des aciéries, confisque les terres des propriétaires mamelouks et y fait cultiver des denrées destinées à l'exportation. En 1830, l'Égypte occupe le cinquième rang mondial pour les broches à filer le coton par tête d’habitant. Entre 1821 et 1823, il s'empare du territoire esclavagiste du Dongola, puis d'une partie du Soudan. Il intervient contre l'insurrection grecque à la demande du sultan ottoman en 1823. Il s'empare ensuite de la Syrie, d'une partie de l'Arabie (nord et côte de la mer Rouge) en 1832, d'une grande partie du Soudan dont Khartoum en 1835. Au nord, il défait à Konya l'armée ottomane, mais les puissances européennes s'inquiètent de son influence et décident de lui faire la guerre. La Grande-Bretagne envoie sa flotte pour aider le sultan ottoman à rétablir son autorité sur l'Égypte, bombardant les ports libanais contrôlés par les Égyptiens et faisant débarquer des troupes en Syrie. En 1841, Méhémet-Ali et Ibrahim doivent céder le contrôle de la Syrie par le traité de Londres. L’Égypte est également contrainte de licencier son armée, démanteler ses monopoles et accepter une politique de libre-échange imposée par les Britanniques qui provoqua sa désindustrialisation. Lord Palmerston (1784-1865) admet avec un certain cynisme : « La soumission de Mohammed Ali à l'Angleterre [...] pourrait paraitre injuste et partiale, mais nous sommes partiaux ; et les intérêts supérieures de l'Europe requièrent que nous le soyons. » ».
Les successeurs de Méhémet Ali, dont la semi-indépendance est reconnue en 1867 avec le titre de khédive, mènent une politique de modernisation marquée par la construction du canal de Suez (1869). Mais criblés de dettes, ils tombent sous la dépendance des institutions financières européennes et, après la révolte nationaliste du colonel Ahmed Urabi (1841-1911), l'Égypte est conquise par l'Empire britannique après une courte guerre en 1882 tout en restant nominalement ottomane. Lors de la guerre des mahdistes entre 1881 et 1899, les troupes anglo-égyptiennes affrontent les Mahdistes qui se sont emparés du Soudan : leur victoire fait naître un Soudan anglo-égyptien dominé de fait par les Britanniques.

## Période moderne (1953-présent)
- Histoire de l'Égypte depuis 1952

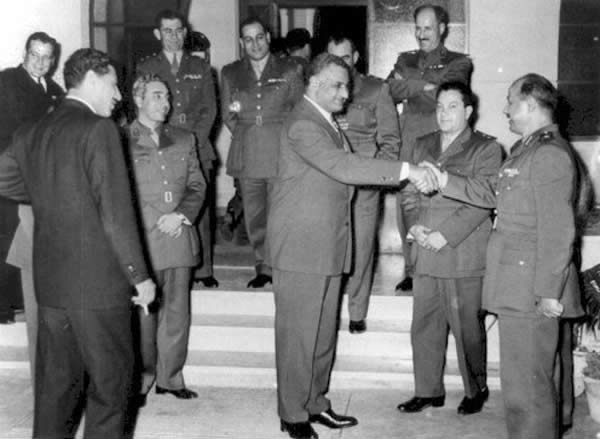
Le président Nasser accueille une délégation syrienne, janvier 1958

- Crise du canal de Suez (octobre-novembre 1956)
- Guerre des Six Jours (octobre 1967)
- Guerre du Kippour (octobre 1973)
- Révolution égyptienne de 2011, Printemps arabe

### Présidence Gamal Abdel Nasser (1956-1970)
L'histoire du pays est particulièrement marquée par le second Président de la République, Gamal Abdel Nasser. Le gouvernement de Nasser entreprend de moderniser les infrastructures et de doter l’Égypte d'une industrie. Des nationalisations sont effectuées et le secteur public devient prépondérant. De nombreuses politiques sociales sont impulsées (réforme agraire, gratuité de l'enseignement, salaire minimum, réduction du temps de travail des ouvriers, etc).

### Présidence Anouar el-Sadate (1970-1981)

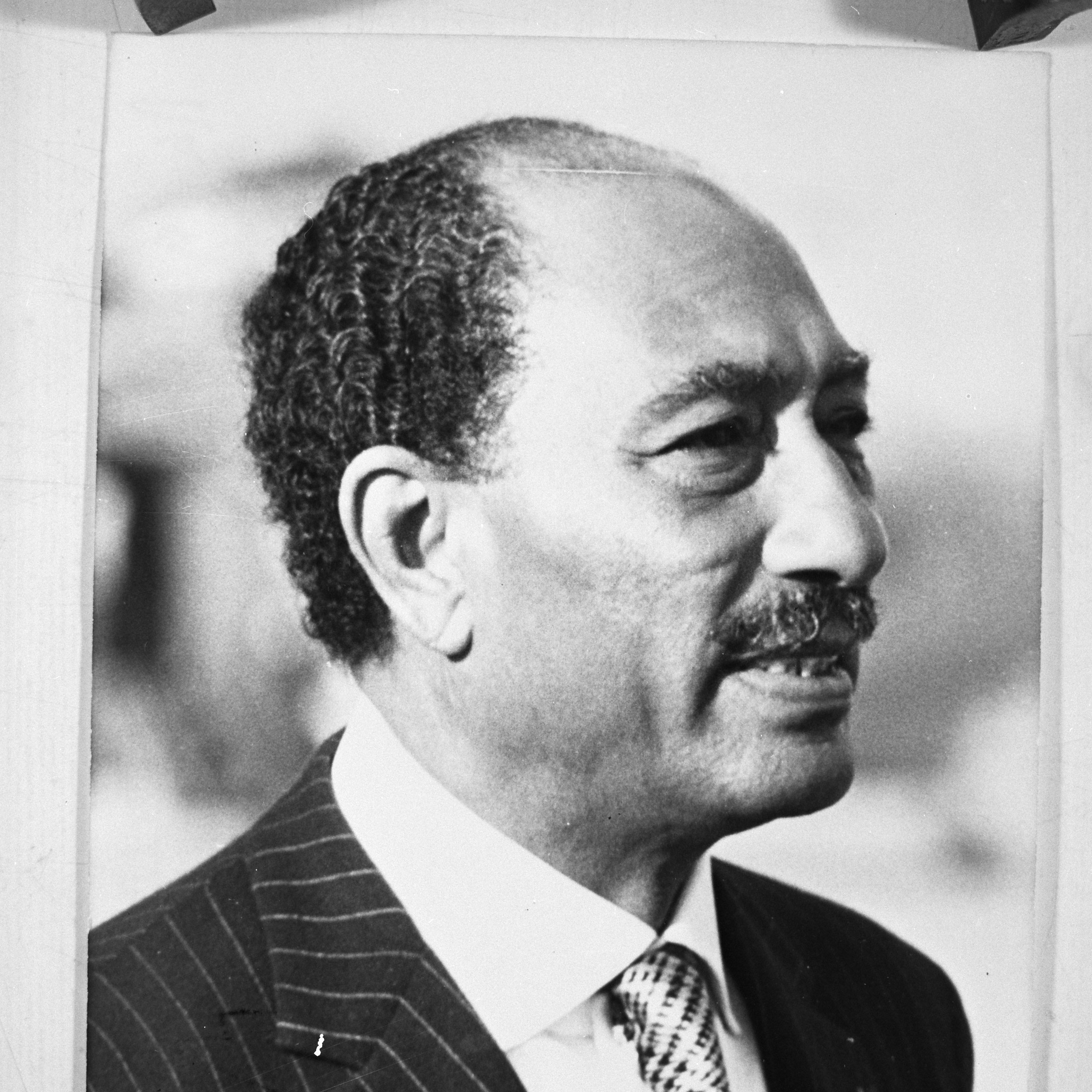
Anouar el-Sadate

Anouar el-Sadate lui succède et lance la politique de l'Infitah (ouverture) qui vise, en réduisant le rôle de l’État, à attirer les investissements étrangers. Une classe de nouveaux riches se développe rapidement. En 1975, on compte plus de cinq-cents millionnaires en Égypte mais plus de 40 % de la population vit sous le seuil de pauvreté et des bidonvilles se développent autour de la capitale. 
Par ailleurs, le pays accumule une dette monumentale durant les années de l'Infitah. Pour la restructurer, le FMI demande la suppression de toutes les subventions aux produits de base ce qui provoque des émeutes en janvier 1977. Le gouvernement fait intervenir l'armée, générant un nombre de victimes inconnu. Dans les campagnes, Sadate cherche à obtenir le soutien des élites rurales traditionnelles, dont l'influence avait décliné sous le nassérisme. Des paysans sont expulsés des terres contestées.

### Présidences Moubarak (1981-2011) et Mohamed Hussein Tantawi (2011-2012)
Après l'assassinat de Sadate (1981), Hosni Moubarak est président de la République jusqu'au 11 février 2011, date de sa démission contrainte à la suite de la révolution égyptienne de 2011. Hosni Moubarak poursuit la politique de libéralisation de l’économie, notamment par la réduction des subventions à l'agriculture et à la consommation, et par la libéralisation des prix. 
En 1992, il fait annuler les dispositions régissant la location des terres. Généralement appelée « loi pour chasser les paysans de leurs terres », cette loi, combinée aux autres mesures de désengagement de l’État dans l’économie, accroît le mécontentement des populations rurales pauvres en particulier en Haute-Égypte. Hosni Moubarak devient un pilier de la stratégie régionale des États-Unis et la Constitution qu'il met en place reconnait les « principes de la charia » comme source principale de la législation.

### Présidence Mohamed Morsi (2012-2013)

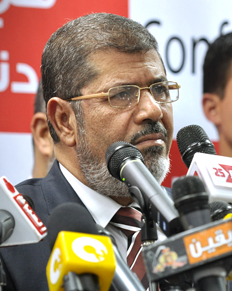
Mohamed Morsi

En juin 2012, Mohamed Morsi remporte l'élection présidentielle et devient ainsi le premier président du pays élu au suffrage universel dans une élection libre. Un an après son arrivée au pouvoir, le président Morsi est massivement contesté par l'opposition qui regroupe diverses factions entre laïcs de gauche, anciens partisans du régime de Moubarak et différents groupes révolutionnaires, dont Tamarod (en) (Rebellion). Une grande partie de la population reproche au nouveau président une dérive dictatoriale et une politique menée dans le seul intérêt de son organisation, les Frères musulmans. Après des rassemblements massifs dans tout le pays, l'armée, dirigée par le général Abdel Fattah al-Sissi, lance un dernier ultimatum le 1er juillet 2013. Celui-ci est rejeté le lendemain par Mohamed Morsi qui défend sa légitimité en soulignant qu'il a été élu démocratiquement, avec 52 % des voix. Cependant, selon des observateurs, l'ultimatum a été lancé dès le mois d'avril 2013, par la coalition des opposants, alors que la situation économique était au plus mal.
Mohamed Morsi est remplacé par le président de la Haute Cour constitutionnelle, Adli Mansour, qui prête serment comme président par intérim,. Le 4 juillet 2013, on apprend que Mohamed Morsi est détenu par l'armée et que des mandats d'arrêt sont émis à l'encontre des dirigeants des Frères musulmans. Le 5 juillet 2013, le Parlement est dissous. Le 26 juillet 2013, l'armée déclare que Mohamed Morsi est en prison dans l'attente de son procès pour collusion avec le mouvement palestinien du Hamas.
- Coup d'État de 2013 en Égypte

### Présidence Abdel Fattah al-Sissi (2014-présent)
Fin 2013, le nouveau pouvoir militaire est à son tour la cible de contestations, notamment à cause de la répression de manifestations et de l'arrestation d'activistes démocrates. En mai 2014, Abdel Fattah al-Sissi, déjà considéré comme le dirigeant de fait de l'Égypte, remporte l'élection présidentielle. Il est réélu pour un deuxième mandat en 2018. Par une révision constitutionnelle validée par un référendum en avril 2019, il se donne la possibilité de rester au pouvoir jusqu'en 2030. Il impose une logique autoritaire, réprime toute opposition  et toute voix critique , et met sous contrôle les médias et la justice. La répression touche notamment des médias, des blogueurs, des journalistes, dont des personnalités féminines comme Israa Abdel Fattah ou Solafa Magdy.
La population égyptienne dépasse les cent millions d’habitants en février 2020. Elle progresse d’un million supplémentaire tous les six mois. Le taux de fécondité est passé de 5,3 enfants par femme en 1980 à 3 en 2008, puis est remonté à 3,5 en 2014. À titre de comparaison, l’Iran connaît un taux de fécondité de 1,8 enfant par femme et la Tunisie de 2,2. Cette croissance de la population égyptienne intervient de plus sur une bande de terre limitée essentiellement à la vallée du Nil et à son delta, représentant moins de 5% de la superficie d’un pays relativement désertique. La proportion de la population vivant en dessous du seuil de pauvreté semble un élément déterminant. Les Égyptiens les plus pauvres, ne disposant pas d'aide publique adaptée, veulent s'appuyer sur leur progéniture pour assurer leurs besoins quotidiens.
Par ailleurs, l'armée égyptienne semble perdre progressivement le contrôle de la péninsule du Sinaï face à la guérilla jihadiste, une branche locale de l'État islamique.

### Galerie présidentielle récente

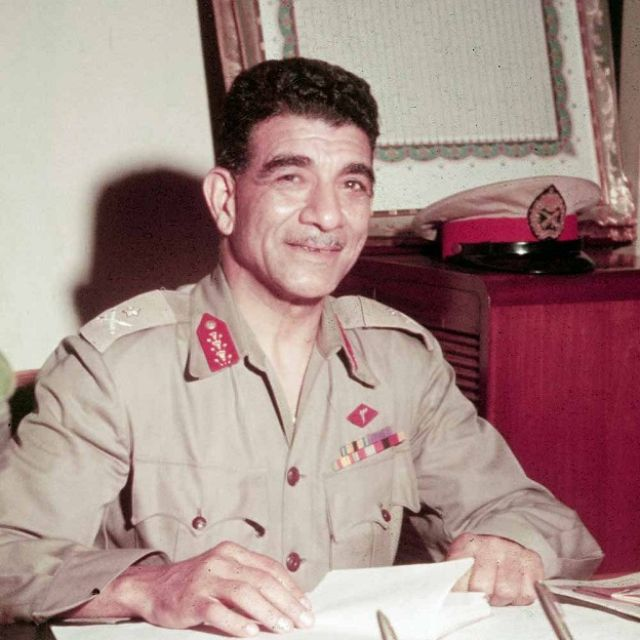
Mohammed Naguib 1953-1954
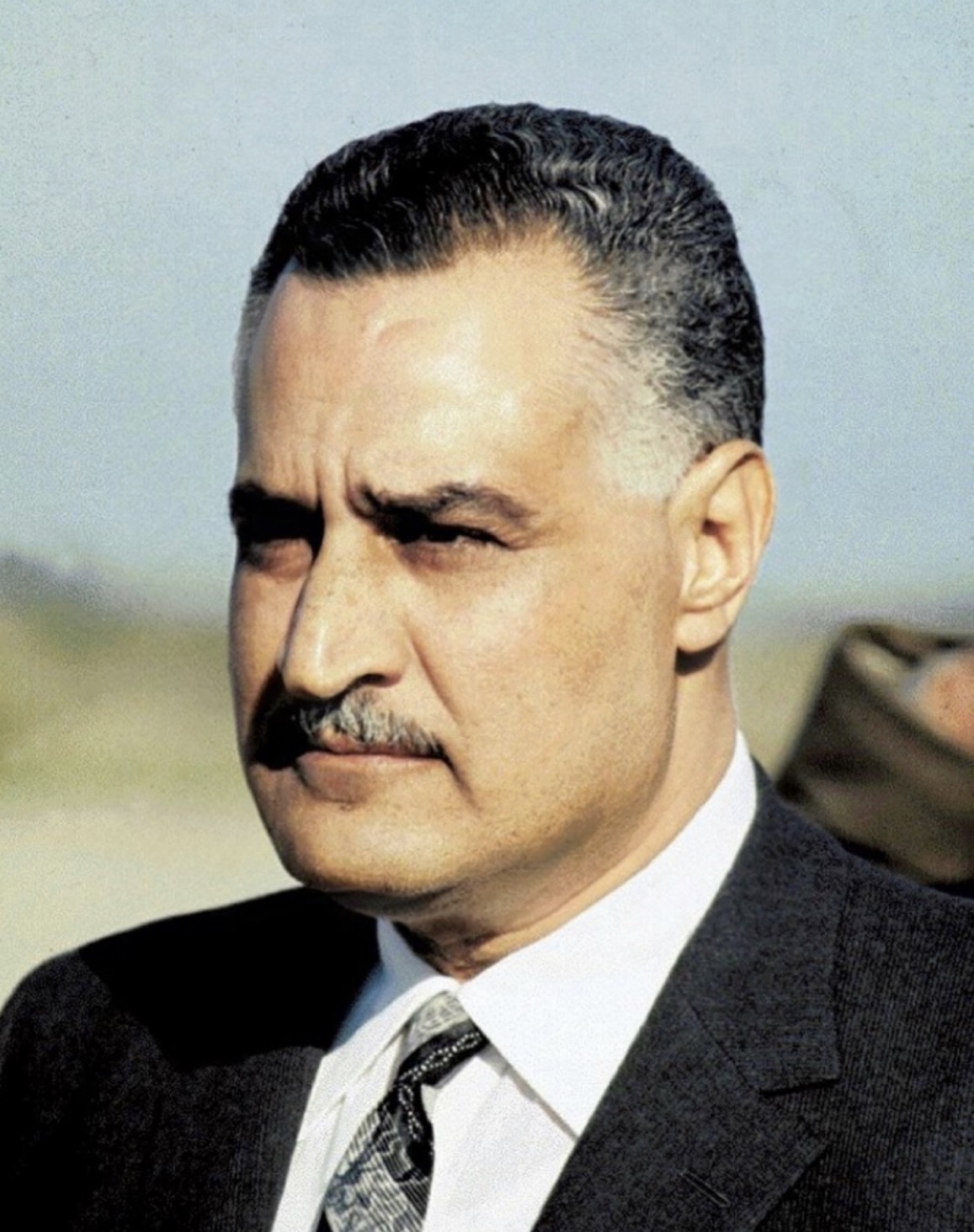
Gamal Abdel Nasser 1956-1970
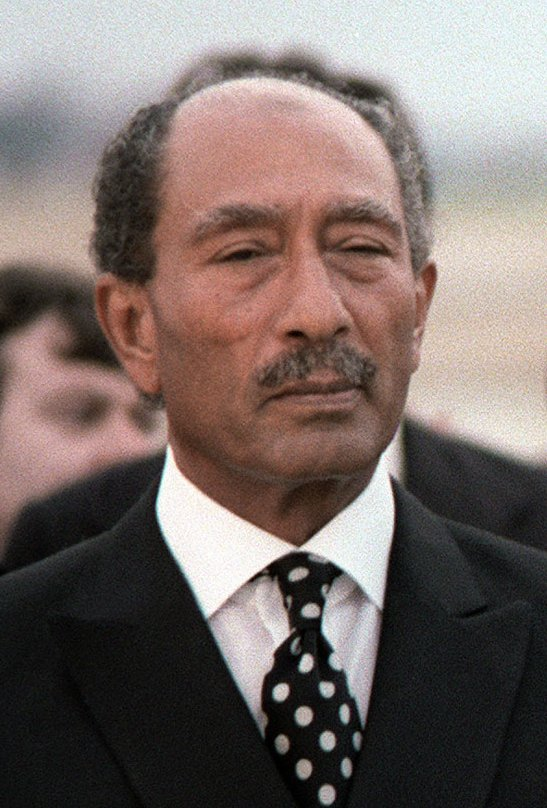
Anouar el-Sadate 1970-1981
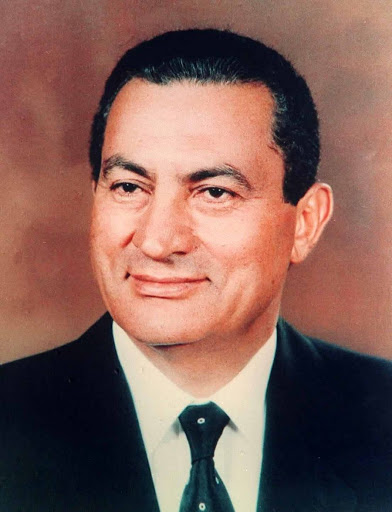
Hosni Moubarak 1981-2011
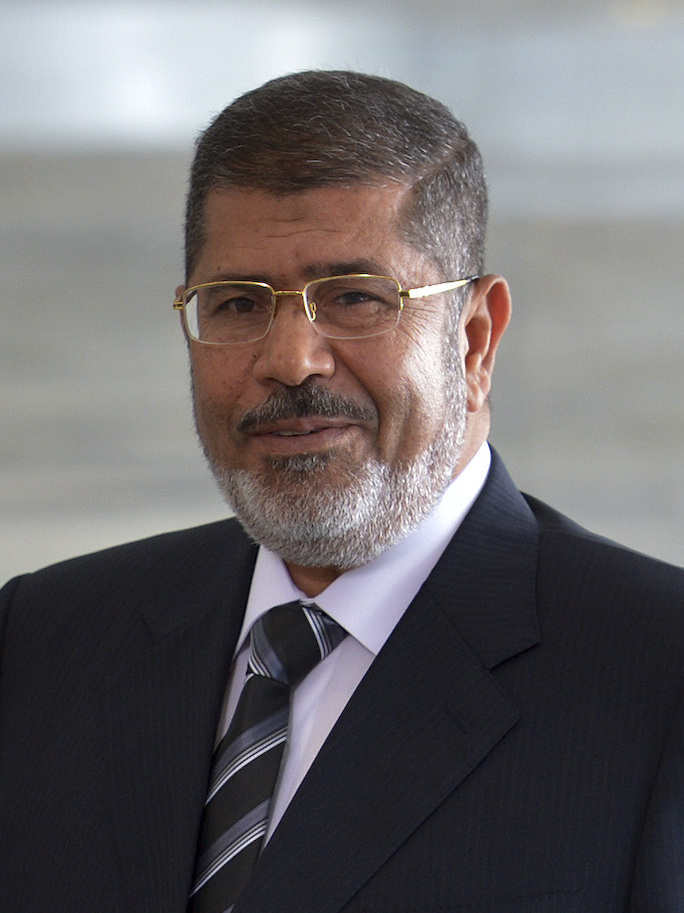
Mohamed Morsi 2012-2013
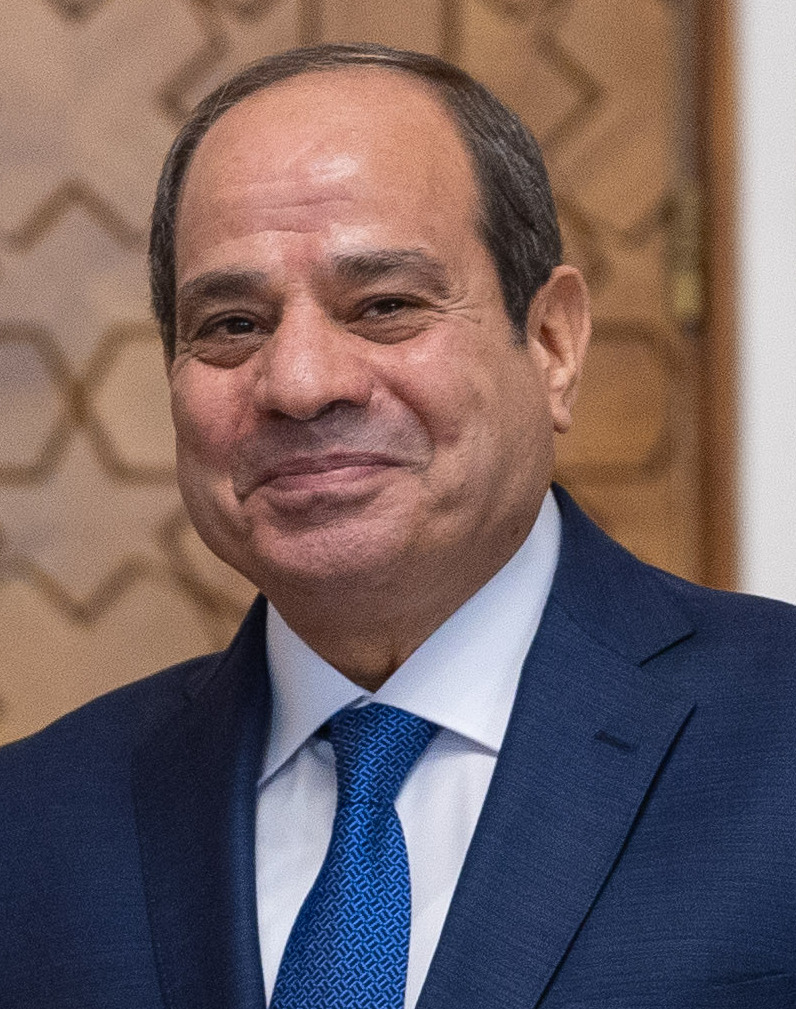
Abdel Fattah al-Sissi 2014-présent

#### après 1800
- Campagne d'Égypte (1798-1801)
- Méhémet Ali 1760-1849), Tanzimat, Hatti-chérif (1839), Égypte sous les Alaouites (1805-1853), Dynastie de Méhémet Ali
- Libéralisme en Égypte (en) (1800-), Lutfi Al-Sayyid (1872-1963)
- Salafisme moderniste, Djemâl ad-Dîn al-Afghâni (1838-1897), Mohamed Abduh (1849-1905), Mutazilisme, Islam libéral, Laïcité
- Nahda, Qasim Amin (1865-1908), Francis Marrache, Mariana Marrache, Gibran Khalil Gibran, Jorge Zaydan
- Histoire de l'Égypte moderne (ar) (1805-)
- Khédivat d'Égypte (1867-1914)
- Occupation britannique de l'Égypte (1882-1956)
- Campagne d'Afrique du Nord (Première Guerre mondiale) (1914-1918)
- Sultanat d'Égypte (1914-1922), Déclaration unilatérale d'indépendance de l'Égypte (1922), Edmund Allenby (1861-1936)
- Banque Misr (1920), Constitution égyptienne de 1923 (ar)
- Royaume d'Égypte (1922-1953), Roi d'Égypte, Fouad Ier, Farouk, Fouad II
- Traité anglo-égyptien de 1936
- Nationalisme arabe, Panarabisme, Révolte arabe de 1916-1918, Socialisme arabe
- Soudan anglo-égyptien (1899-1956)
- Frères musulmans (1928), Hassan el-Banna (1906-1949), Sayyid Qutb (1906-1966), Histoire des Frères musulmans en Egypte (en)
- Représentants britanniques en Égypte (en) (1883-1936)
- Invasion italienne de l'Égypte (1940), Campagne d'Afrique du Nord (Seconde Guerre mondiale) (1940-1943), Guerre du Désert
- Liste des conflits modernes au Moyen-Orient (en) depuis 1900
- Conflit israélo-arabe (1948-présent)
- Mouvement des officiers libres (1949)
- Coup d'État de 1952 en Égypte, Histoire de l'Égypte depuis 1952